# Friedrich Navratil
Friedrich Navratil vagy Miroslav Navratil (Szarajevó, 1893. július 19. – Zágráb, 1947. június 7.) horvát tábornok, a második világháborúban a Független Horvát Állam hadügyminisztere majd romániai nagykövete. Az első világháború során az Osztrák–Magyar Monarchia pilótájaként 10 ellenséges repülőgépet lőtt le. 

## Élete

### Az első világháború

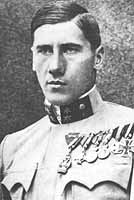
Friedrich Navratil az első világháború idején

Friedrich Navratil 1893. július 19-én született Szarajevóban, horvát családban. Az elemi iskolát és a középiskolát szülőhelyén végezte. A középiskolát követően a Graz 7. kerületében (Liebenau) található Osztrák–Magyar Kadétiskolába járt.
Az első világháború kitörésekor az 1. bosznia-hercegovinai gyalogezred hadnagya volt, így a szerb fronton harcolt. Egy hónappal a harcok megkezdése után, 1914. augusztus 21-én tüdőlövést kapott és novemberig kórházban ápolták. Röviddel szolgálatba állás után, december 8-án újabb súlyos sebesülés érte. Mire felépült, Olaszország belépett a háborúba és 1915 júniusában Navratilt ezredével együtt az olasz frontra küldték. Július 1-én soron kívül előléptették főhadnaggyá. Részt vett a második isonzói csatában, majd 1915 októberében ezredét visszairányították a balkáni frontra és harcoltak a Szerbia elleni harmadik offenzívában, amely végképp megtörte a balkáni országot. Navratil ekkor a géppuskás osztag parancsnoka volt. Montenegró 1916. január 16-i fegyverletétele után visszakerült az olasz hadszíntérre és részese volt az asiagói és a hatodik isonzói ütközetnek. 1916 augusztusában Románia belépett a háborúba, az erdélyi betörés után pedig Navratilt átirányították a Mackensen-féle ellentámadáshoz, amely decemberre Bukarestet is elfoglalta. 1916. december 30-án Navratil ismét megsebesült.
Szolgálati értékelése szerint: különösen agilis, rátermett, már-már vakmerő tiszt, aki gyors helyzetértékelő képességéből fakadóan minden körülmények között képes a megfelelően hatékony döntések meghozatalára.
1917 tavaszára elege lett lövészárokéletből és jelentkezett a Légjárócsapatokhoz. Miután elvégezte a megfigyelőtiszti tanfolyamot, július 12-én az orosz fronton harcoló 13. repülőszázadhoz vezényelték. Október 19-én átkerült a Flik 11-hez, de mindössze két bevetés után a bolsevikok által átvett orosz kormányzat béketárgyalásokat kezdeményezett. A tétlenségre kárhoztatott Navratil elvégezte a pilótatanfolyamot is, 1918. január 28-án kapta meg osztrák igazolványát; ezután még a vadászrepülő-tanfolyamra is jelentkezett. 

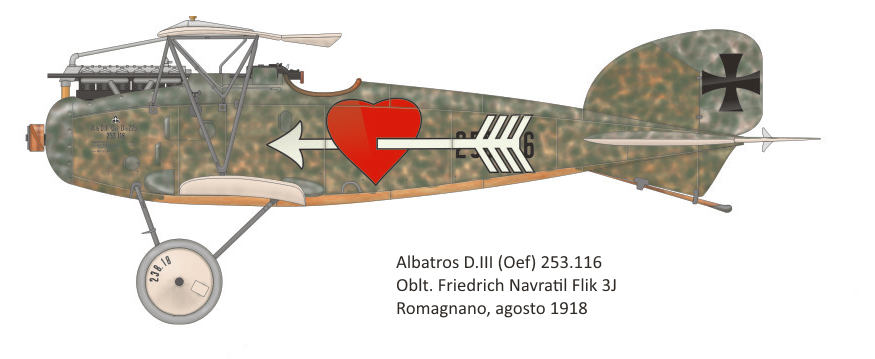
Friedrich Navratil Albatros D.III típusú gépe 1918 augusztusában

1918. március 4-én tért vissza a frontra, a Godwin Brumowski által vezetett 41. vadászrepülő-századhoz, amelynek ekkor az olaszországi Portobuffole repterén volt a bázisa. Április 17-én, parancsnoka társaságában aratta első légi győzelmét, Arcade körzetében egy brit Sopwith Camelt lőtt le. 1917. június 9-én kinevezték a 3. vadászrepülő-század parancsnokává. Egységében főleg lengyel pilóták szolgáltak. Rendkívül sikeres vadászpilótának bizonyult, mindössze két hónap alatt nyolc ellenséges repülőgépet lőtt le. Utolsó, tizedik légi győzelmét 1918. augusztus 31-én érte el, de tragikus körülmények között. Hat repülőből álló kötelékében rajta kívül egy három győzelemmel rendelkező tapasztalt pilóta, Stefan Stec és négy újonc repült. Pergine mellett Navratil és Stec rátámadt egy magányos brit Bristol F.2b-re és földre kényszerítették, de a hirtelen manővertől a tapasztalatlan pilóták megzavarodtak és elszakadtak parancsnokuktól. Egy brit vadászkötelék rájuk talált és mind a négyet lelőtték. Az eset után Navratil komoly lelki válságon ment keresztül. 1918. október 21-én egy Albatros D.III(Oef) tesztelése során kényszerleszállást hajtott végre, összetörte a repülőt és ő is súlyosan megsérült. A háború végéig nem is épült fel.

### A második világháború
A háború után Navratil a Szerb–Horvát–Szlovén Királyság (1929 után Jugoszláv Királyság) légierejét szervezte meg, már ezredesként. Miután nézeteltérésbe keveredett szerb tiszttársaival, leszerelték.
1941. április 17-én Jugoszlávia német megszállás alá került. Április 29-én Navratil a Független Horvát Állam légierejének parancsnoka lett. 1941. szeptember 27-én lemondott és a bukaresti horvát követségen lett katonai attasé. 1943 augusztusában előléptették altábornaggyá. 1943. szeptember 2-án kinevezték védelmi miniszterré és a fegyveres erők főparancsnokává, de posztján csak 1944. január 29-ig maradt. Lemondásának oka nem tisztázott, de ellenezte Ante Pavelić miniszterelnök elnyomó nemzetiségi politikáját. Részt vett a légvédelem szervezésében, márciustól pedig Horvátország romániai nagykövete lett. A háború végén bécsi rokonaihoz menekült és Zell am See-ben az amerikaiak letartóztatták. 1946-ban kiadták Tito Jugoszláviájának, ahol német kollaboráció és háborús bűnök miatt halálra ítélték. 1947. június 7-én végezték ki Zágrábban.

## Kitüntetései
- Vaskorona-rend III. osztálya hadidíszítménnyel, kardokkal
- Katonai Érdemkereszt III. osztálya hadidíszítménnyel, kardokkal
- Ezüst Katonai Érdemérem hadiszalagon, kardokkal (kétszer)
- Bronz Katonai Érdemérem hadiszalagon, kardokkal
- Károly Csapatkereszt
- 1912-1913. évi Emlékkereszt
- Vaskereszt II. osztály (Németország)
- Zvonimir Király Koronája Rend (Független Horvát Állam)

## Légi győzelmei
| Sorszám | Idő                 | Egység           | Repülő         | Ellenfél      |
| ------- | ------------------- | ---------------- | -------------- | ------------- |
| 1       | 1918. április 14.   | 41. vadászszázad | Albatros D.III | Sopwith Camel |
| 2       | 1918. június 28.    | 3. vadászszázad  | Albatros D.III | SPAD          |
| 3       | 1918. július 16.    | 3. vadászszázad  | Albatros D.III | Hanriot       |
| 4       | 1918. július 16.    | 3. vadászszázad  | Albatros D.III | Hanriot       |
| 5       | 1918. július 23.    | 3. vadászszázad  | Albatros D.III | Bristol F/2 b |
| 6       | 1918. augusztus 5.  | 3. vadászszázad  | Albatros D.III | SIA 7/b       |
| 7       | 1918. augusztus 10. | 3. vadászszázad  | Albatros D.III | Felderítő     |
| 8       | 1918. augusztus 16. | 3. vadászszázad  | Albatros D.III | Bristol F/2 b |
| 9       | 1918. augusztus 23. | 3. vadászszázad  | Albatros D.III | Bristol F/2 b |
| 10      | 1918. augusztus 31. | 3. vadászszázad  | Albatros D.III | Ismeretlen    |